# Gynécologue
Le gynécologue est un médecin spécialiste pratiquant la gynécologie. Il s'occupe de la femme et de son appareil génital. Il peut être spécialisé en gynécologie obstétrique.

## Historique
Agnodice  est, selon une légende grecque rapportée par Hygin (Caius Julius Hyginus) dans la 274e de ses Fabulae, l'une des premières femmes médecin et gynécologue.

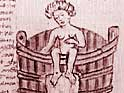
Illustration du De passionibus mulierum curandarum.

Trotula de Salerne (? - 1097) de l'École de médecine de Salerne écrit un livre sur les maladies de femmes dont le titre latin est De passionibus mulierum curandarum (« Le soin des maladies de femmes »). Le livre décrit des problèmes de santé concernant les femmes, tels que ceux liés aux règles et à l'accouchement.
Angélique du Coudray (1712-1794) est la première à formaliser l'enseignement de l'accouchement.
Anarcha Westcott, Betsey et Lucy, sont trois femmes esclaves patientes du docteur J. Marion Sims (25 janvier 1813 — 13 novembre 1883) pionnier de la chirurgie, considéré par certains comme le père de la gynécologie américaine. Ses méthodes sont critiquées d'un point de vue éthique pour son utilisation d'esclaves noires pour ses expérimentations sans anesthésie,.

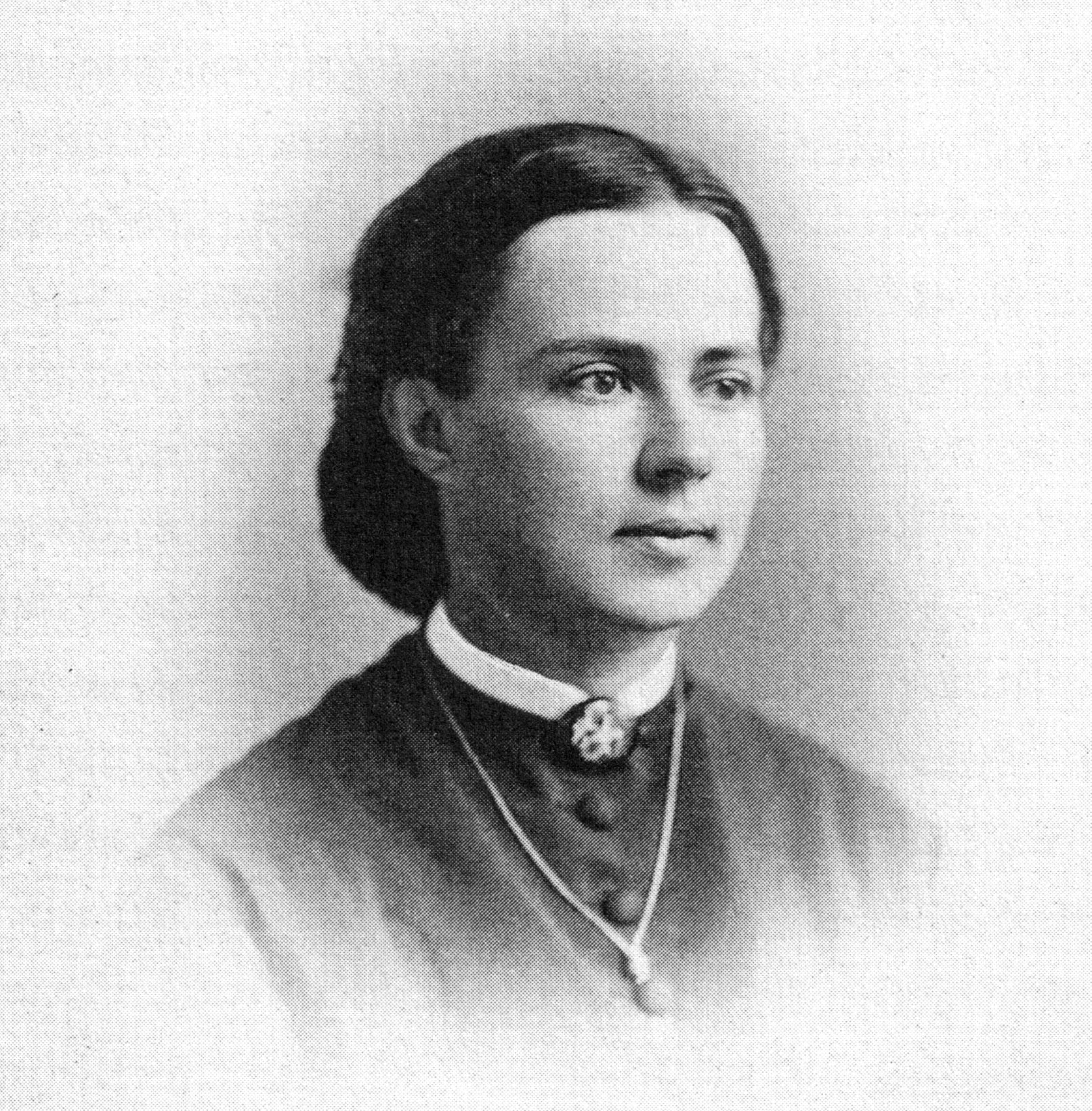
Marie Heim-Vögtlin, première femme médecin en Suisse et première à exercer en tant que gynécologue en Europe.

Marie Heim-Vögtlin est la première femme à exercer en Europe en tant que gynécologue diplômée de l'Université de Zürich. Le 11 juillet 1874, elle obtient son doctorat à Zurich avec comme sujet  A propos de l'état des organes génitaux  de suites de couches.
James Barry réalise la première césarienne entre 1817 et 1828 effectuée par un chirurgien britannique en Afrique, opération après laquelle la mère et l'enfant ont tous deux survécu.

## Formation

### Formation en France
Le gynécologue est un médecin ayant passé un diplôme d'études spécialisées de gynécologie obstétrique au cours du troisième cycle des études médicales.
La formation de gynécologue se déroule en onze années : 
- une première année médicale sanctionnée par un concours très sélectif,
- puis cinq ans de cours et de stages sanctionnés par les examens classants nationaux (ECN),
- et enfin, cinq ans de spécialisation en gynécologie obstétrique, débouchant sur le diplôme d'études spécialisées de gynécologie obstétrique, sous validation d'une thèse d'exercice par les membres d'un jury.

La France comporte aussi des « gynécologues médicaux » — ce qui n'existe pas dans les autres pays européens —, qui considèrent l'ensemble des éléments gynécologiques, les gynécologues obstétriciens s'occupant davantage de chirurgie et d'accouchement. Le pays a cessé la formation de gynécologues médicaux entre 1984 et 2003, avant de la reprendre. Par ailleurs, certains médecins généralistes sont spécialisés en gynécologie. De plus, depuis 2009, les sages-femmes professionnelles peuvent effectuer un suivi gynécologique de prévention et de contraception,.

## Métier
Un gynécologue est un spécialiste de la gynécologie, c'est-à-dire de l'appareil reproducteur de la femme (organes génitaux, organe mammaire). La gynécologie comprend de nombreuses disciplines, toutes consacrées à la santé et au bien-être de la femme en dehors de la grossesse (gynécologie) ou pendant la grossesse et l’accouchement (obstétrique). C'est du gynécologue que dépend la prise en charge des problèmes gynécologiques pouvant intervenir chez la femme tout au long de sa vie : dépistage, contraception, procréation médicale assistée telle que la fécondation in vitro, suivi durant la période de grossesse, traitement des maladies sexuellement transmissibles, etc. C'est lui qui effectue les opérations chirurgicales chez la femme (césarienne) et qui traite les pathologies gynécologiques bénignes (kystes ovariens, anomalie des trompes, fibromes, endométriose, prolapsus…) tout comme les cancers gynécologiques (seins, ovaires, trompes, utérus, vagin). Le gynécologue réalise aussi des échographies (gynécologiques et obstétricales). Il réalise aussi tout le suivi de la grossesse, l'accouchement, la prise en charge des complications éventuelles.

## Quelques gynécologues
- Agnodice est la première femme médecin et gynécologue[11],[12].
- Virginia Apgar, anesthésiste obstétricienne américaine (1909-1974) à l'origine du score d'Apgar qui évalue la vitalité d'un nouveau-né.
- Anne Cabau (1936-2018), gynécologue française qui révèle les conséquences de l'exposition in utero de bébés au Diéthylstilbestrol (DES).
- Albert Döderlein, gynécologue allemand (1860- 1941). Les bactéries du genre Lactobacillus, qui forment la flore vaginale normale, sont désignées sous le nom de « bacille de Döderlein » ou de « flore de Döderlein ».
- Hermann Knaus (19 octobre 1892 - 22 août 1970 ) est un chirurgien et un gynécologue autrichien. Il développe la théorie du Japonais Kyusaku Ogino sur les périodes de la fertilité de la femme (« période optimale de conception Knaus ») et en tire une méthode de contraception, connue sous le nom de méthode Ogino-Knaus. Pourtant Ogino lui-même a refusé cette application de ses connaissances en raison de la fiabilité trop faible de la méthode.
- Christian Gerhard Leopold (24 février 1846 - 12 septembre 1911) est un gynécologue allemand. De 1877 jusqu'en 1883, il enseigne le métier de sage-femme à la Frauenklinik à Leipzig, puis succède à Franz von Winckel (de) (1837-1911) comme directeur du Königlichen Frauenklinik und Hebammenlehranstalt de Dresde. Leopold est connu pour les manœuvres portant son nom (manœuvres de Leopold), qui sont quatre manœuvres classiques utilisées pour déterminer la position du fœtus dans l'utérus. À compter de 1894, il est coéditeur de l'Archiv für Gynäkologie avec Adolf Gusserow (en) (1836-1906). Avec le Carl Credé et Paul Zweifel (en) (1848-1927), il publie des manuels pour les sages-femmes.
- Marie-Andrée Lagroua Weill-Hallé (1916-1994) est une gynécologue, fondatrice du mouvement « La maternité heureuse » en 1956, qui devient plus tard le Mouvement français pour le planning familial.
- Leopold Landau (en), (1848-1920) est un gynécologue allemand (ne doit pas être confondu avec Christian Gerhard Leopold). Il ouvre une clinique pour femmes à Berlin connue dans toute l'Allemagne. Il publie en 1897 Il publie en 1897 The history and technique of the vaginal radical operation avec Theodor Landau[13].
- Catharine Macfarlane (1877-1969) est une obstétricienne et gynécologue américaine qui fonde l'un des premiers centres de dépistage du cancer de l'utérus aux États-Unis.
- Hélène Michel-Wolfromm, (4 décembre 1914 - 5 avril 1969), est une gynécologue française à l'origine de la gynécologie psychosomatique en France.Elle développe une approche pluridisciplinaire des problèmes gynécologiques, avec des psychologues et psychiatres. Elle est une figure pionnière de la sexologie.
- Franz Karl Naegele (12 juillet 1778 - 1851) est un gynécologue allemand. Il est connu pour sa règle permettant de calculer la date prévue de l'accouchement (« règle de Naegele »).
- Émile Papiernik (14 février 1936 - 8 août 2009) est un médecin français, spécialiste de l'obstétrique. Il met au point en 1969 une technique de prévention de la naissance prématurée, depuis généralisée en France et adoptée dans de nombreux pays. Il est à l'origine du premier plan Périnatalité de 1971, qui permet de réduire la mortalité infantile et « de classer la France au premier rang mondial pour la sécurité de la grossesse et de l’accouchement ». Il est à l'origine du congé maternité supplémentaire pour les femmes malades ou fatiguées. Il devient en 1972, à 36 ans, chef de service de gynécologie-obstétrique à l'hôpital Antoine-Béclère de Clamart. Contre l'avis de l'administration, qui refuse le budget d'achat d'un échographe, il le fait « rentrer en douce avec l'aide d'un fabricant qui y croyait, et il a fonctionné 18 mois en toute illégalité », d'après le témoignage de son collaborateur de l'époque, Roger Bessis, jeune obstétricien devenu un spécialiste mondial de l'échographie. Il ouvre un des tout premiers services d'interruption volontaire de grossesse après le vote de la loi Veil de 1975, et décide symboliquement de pratiquer lui-même la première IVG du service. C'est dans son service à Clamart, avec une équipe comprenant René Frydman, que naît le premier bébé-éprouvette français, Amandine, en 1982.
- Paul Segond (1851-1912), chirurgien français, est l’un des fondateurs de la chirurgie obstétricale et de l’enseignement de la gynécologie à Paris.
- Patrick Steptoe (1913- 1988) est un obstétricien et un gynécologue britannique, pionnier du traitement de l'infertilité. Avec le biologiste et physiologiste Robert Edwards — qui reçoit en 2010 le prix Nobel de médecine et de physiologie — il met au point la fécondation in vitro. La naissance du premier bébé-éprouvette, Louise Brown, a lieu le 25 juillet 1978. Après la Seconde Guerre mondiale, il étudie l'obstétrique, et en 1951 commence à travailler à l'hôpital général d'Oldham. Sous la direction du docteur Raoul Palmer, il apprend la technique de la cœlioscopie et défend son utilité. En 1967, il publie un livre sur la cœlioscopie en gynécologie.
- Alice B. Stockham (1833-1912) est une obstétricienne et gynécologue de Chicago et la cinquième femme ayant obtenu le titre de docteur en médecine aux États-Unis.
- Séverin Pineau, Pinoeus, (né vers le milieu du XVIe siècle- 1619) est un chirurgien français notamment connu pour ses travaux dans les domaines de la gynécologie et de l'obstétrique. Son ouvrage De virginitatis notis, graviditate & partu, traite de la virginité, de la grossesse et de l'accouchement. Il fait sensation à son époque par la franchise directe avec laquelle il aborde ces sujets, en particulier pour ce qui touche à la virginité et à sa perte. Certains exemplaires du livre sont d'ailleurs confisqués pour cette raison. Il préconise la symphysiotomie (en) dès 1597 pour faciliter l'accouchement dans certains cas difficiles.
- Bernhard Zondek (1891-1966), hébreu : ברנרד צונדק, est un gynécologue israélien d'origine allemande ayant développé le premier test de grossesse fiable en 1928.